# Charles-Gaspard De la Rive
Pour les articles homonymes, voir Rive.
Charles-Gaspard De la Rive, né le 14 mars 1770 à Genève et mort le 18 mars 1834 dans cette même ville, est un chimiste et médecin aliéniste suisse, également auteur de quelques travaux sur l'électricité.

## Biographie
Fils de l’avocat Jean-Ami De la Rive et de Jeanne-Élisabeth Sellon, il est d’abord l’élève de Marc-Auguste Pictet à l’Académie de Genève avant de poursuivre ses études à l'auditoire de droit. Condamné en 1794 à cinq années de bannissement par le premier tribunal révolutionnaire de Genève, il part étudier la médecine à Édimbourg avec son condisciple Alexandre Marcet. Il y suit les cours de chimie de Joseph Black et de Thomas Charles Hope et passe son doctorat avec John Allen (1771-1843) sur le thème de la chaleur animale (De Calore animali). Il y défend l’idée de son maître que la chaleur animale résulte de la combustion de particules de nourriture dans le sang. Il exerce ensuite pendant deux ans (1797-99) comme médecin-adjoint au Dispensaire de Cary Street à Londres, où il dirige son attention vers les maladies mentales et commence à se constituer un magnifique cabinet d'instruments de physique. Il visite également différents établissements de soins en Angleterre puis rentre à Genève (1799). Il s'installe dans un riche domaine à Presinge, dont il vaccine la population en 1801.  
En 1801, il épouse Marguerite-Adélaïde Boissier et de cette union naît Auguste de la Rive (1801-1873), futur physicien. 
En 1802, Gaspard De la Rive est nommé professeur honoraire de chimie pharmaceutique à l’Académie de Genève. Il conservera cette fonction jusqu’à sa nomination en 1819 comme professeur honoraire de chimie générale. Dès 1805, il collabore à la rédaction de la Bibliothèque britannique des frères Pictet pour des articles relatifs à la chimie anglaise, et particulièrement aux travaux de Alexandre Marcet, Humphry Davy et John Dalton. Il se dote d’un laboratoire équipé d’une puissante pile à auges voltaïques pour effectuer des recherches sur l’électrolyse, notamment celle de la soude et de la potasse. Cette pile ne compte pas moins de 500 éléments en 1818, ce qui en fait l'une des plus puissantes du Contient. 
Dès 1802, De la Rive est chargé du soin des aliénés, alors placés à la Discipline, où il supprime complètement les fauteuils de force, les tourniquets et les autres bains de surprise. Il dirigera cet établissement de 1811 à 1834. Aidé par son ami le juriste Étienne Dumont, il lutte pour la construction d’un asile spécialisé, mais son rêve ne se réalisera qu'en 1838, avec l'ouverture de l'asile des Vernets.
À la restauration de la république de Genève, De la Rive devient membre du Petit Conseil (1814-1818) et premier syndic de la République (1817-1818). Dans cette fonction, il aide Augustin Pyrame de Candolle à mettre sur pied le nouveau Jardin botanique des Bastions, auquel il versa par ailleurs la somme de cinquante louis. Il conservera sa chaire de chimie générale jusqu’à sa mort en 1834 et accèdera au Rectorat de l'Académie (1823-1825). C'est à cette époque que l'Académie de Genève est divisée en quatre facultés (théologie, droit, sciences et lettres).
De la Rive fut membre (et même président) de la Royal Medical Society d’Édimbourg, puis de la Société de Physique et d'Histoire naturelle de Genève.

## Œuvre
Spécialiste de l’électrochimie, De la Rive suit de près les travaux de Humphry Davy, qu’il a l’occasion de recevoir chez lui en 1814, avec son assistant Michael Faraday. C’est aussi un partisan de la chimie française, de la théorie atomique de John Dalton (1811) et de la théorie des proportions définies de Berzelius, deux auteurs dont il traduit et résume les travaux pour les lecteurs de la Bibliothèque britannique. Il annota également la traduction française des Conversations on Chemistry de Jane Marcet. En 1820, il répète dans son laboratoire, en présence de François Arago et de différents savants genevois, l’expérience de Hans Christian Ørsted sur le « conflit électrique », c’est-à-dire sur l’influence magnétique d’un courant électrique. Il joue ainsi un rôle dans la répétition à Paris de cette expérience à laquelle les physiciens français ne voulaient pas croire parce qu’elle était inspirée par la « Naturphilosophie » allemande. Il expérimenta ensuite sur l’influence du magnétisme terrestres sur des portions mobiles de circuit électrique, incitant Ampère à analyser cette question,. Son « flotteur électrique », très sensible à l’influence magnétique, sera également utilisé par Faraday.  
De la Rive eut enfin l’idée d’un galvanomètre basé sur la décomposition électrolytique de l’eau, dont André Marie Ampère se servira pour étudier la charge de piles électriques. Désireux de lancer la carrière scientifique de son fils Auguste, il lui laissera dès 1822 le soin de poursuivre ses recherches électriques, en particulier celles sur l'action exercée par le globe terrestre sur des portions mobiles du circuit électrique. 
Le chimiste Jean-Baptiste Dumas (1800-1884), qui séjourna à Genève de 1816 à 1823, fut au nombre de ses élèves, de même que le chimiste italien Giovanni Antonio von Kramer (1806-1853) et l'agronome et pédagogue Philipp Emanuel von Fellenberg (1771-1844). Comme ce fut le cas en 1822-23, De la Rive donnait aussi parfois des cours de chimie appliquée destinés aux artistes (artisans) de Genève. 

## Publications
- Lettre aux Rédacteurs de la Bibliothèque Britannique sur un remède nouveau, Biblio. Brit., 4, 1797, p. 59-68.
- Mémoire sur les tubes harmonieux à gaz hydrogène, Journal de Physique, 55, 1802, p. 165-173. Trad. angl. in Journal of Natural Philosophy, Chemistry and the Arts, 4, 1803, p. 23-31.
- avec Boissier, Pictet & Tingry, Analyse de la source thermale découverte près de St-Gervais, dép. du Léman, Genève, 1806
- Sur la composition chimique, Biblio. Brit., 46, 1811, p. 38-56.
- Observations sur les causes présumées de la chaleur propre aux animaux, Biblio. Univ., 15, 1820, p. 37-50 ; aussi in Annales de Chimie et de Physique, 15, 1820.
- Exposé sommaire des divers Mémoires lus par M. Ampère sur l'action de deux courants électriques et sur celle qui existe entre un courant électrique et le globe terrestre, Biblio. Univ. 16, 1821, p. 309-319.
- Mémoire sur quelques nouvelles expériences électro-magnétiques et en particulier sur celles de Mr Faraday, Biblio. Univ., 18, 1821, p. 269-286.
- Lettre à M. Arago sur de nouvelles expériences relatives aux actions des courants galvaniques, Annales de Chimie et de Physique, 20, 1822, p. 269-275.
- Sur la statistique des affections mentales, Genève, 1830.